# Двубратски
Двубратски (рус. Двубратский) насељено је место руралног типа (село) на југозападу европског дела Руске Федерације. Налази се у централном делу Краснодарске покрајине и административно припада њеном Устлабинском рејону.
Према статистичким подацима Националне статистичке службе Русије за 2010. у селу је живело 8.541 становника.

## Географија
Село Двубратски се налази у централном делу Краснодарског краја, односно у централном делу припадајућег му Устлабинског рејона. Лежи у ниској степи Кубањско-приазовске низије, на надморској висини од 94 метра, нешто северније од десне обале реке Кубањ.
Село се налази на око 11 km североисточно од рејонског центра Уст Лабинска, односно на неких 68 км североисточно од града Краснодара.
Кроз село пролази железничка пруга на релацији Краснодар—Кавкаскаја.

## Демографија
Према подацима са пописа становништва 2010. у селу је живело 8.541 становника.
| 2002.  | 2010. |
| ------ | ----- |
| 10.141 | 8.541 |